# Luis Miguel Gracia Julian
Luis Miguel Gracia Julián, més conegut com a Luismi, (Càceres, 18 de juliol de 1983) és un futbolista extremeny que juga com a migcampista. Va començar a destacar al CP Cacereño de la seua ciutat natal, d'on va passar al filial del RCD Espanyol. Va debutar al primer equip en un encontre de la campanya 03/04. A l'any següent va ser cedit al Reial Múrcia CF, i la temporada 05/06 milita a l'Albacete Balompié, ambdós a Segona i ambdós essent suplent. Entre el 2006 i el 2008 recala a la UE Lleida de Segona B fins que el 2008 retorna a l'entitat barcelonina.